# Gaston Pierre de Lévis-Mirepoix
Gaston Pierre Charles de Lévis-Lomagne, marchese, poi duca di Mirepoix (Belleville, 2 dicembre 1699 – Montpellier, 24 settembre 1757), è stato un generale francese, maresciallo di Francia dal 1757.
Orfano di entrambi i genitori a otto anni, a sedici entrò nel corpo dei moschettieri del Re, e a venti (6 marzo 1719) ottenne il grado di colonnello del reggimento della Saintonge.
Sposò Anne Gabrielle Henriette Bernade de Rieux, nipote del finanziere Samuel Bernard, che morì di parto all'età di quindici anni e mezzo. Nel 1739 sposò in seconde nozze Anne Marguerite Gabrielle de Beauvau-Craon (nata nel 1707), vedova di Jacques Henri de Lorraine, principe di Lexing ed assidua frequentatrice della corte.
Ambasciatore di Francia a Vienna presso l'Imperatore, assicurò, grazie alle manovre diplomatiche di cui si rese protagonista, il possesso della Lorena alla Francia (18 novembre 1738). La provincia fu offerta a Stanislao Leszczyński, ex sovrano di Polonia e genero di Luigi XV, e Lévis ricevette in compenso il cordone dell'Ordine dello Spirito Santo. In seguito divenne ambasciatore straordinario a Londra.
Rientrò in Francia quando il re lo nominò maresciallo di campo nel 1739. Nella guerra di successione austriaca partecipò a tutte le battaglie: marciò sulla Boemia, combatté a Lauffeldt al fianco di Maurizio di Sassonia, prese parte alla vittoria di Montalbon dove le sue capacità gli guadagnarono il titolo di tenente generale nel 1744.
Fu protagonista di un episodio curioso nel corso della guerra contro il Piemonte: durante una passeggiata a cavallo col nipote François-Gaston si trovò faccia a faccia con un battaglione di piemontesi. Costoro, lungi dal pensare che due ufficiali superiori fossero da soli, e presumendo la presenza di truppe francesi vicine, si arresero ai due, i quali condussero i prigionieri al proprio campo.
Si impadronì di Fréjus e costrinse i piemontesi a ripassare il Varo.
Fu creato duca di Mirepoix il 25 settembre 1751, tanto per i meriti militari che per le capacità diplomatiche. Nominato governatore dei pays del Vivarese e del Velay, della diocesi di Uzès e della provincia di Linguadoca nel 1755, fu innalzato al titolo di maresciallo di Francia il 24 febbraio 1757 da Luigi XV.